# Svjetsko prvenstvo u plivanju 1991.
Svjetsko prvenstvo u plivanju 1991. odražano je od 3. siječnja do 13. siječnja 1991. godine u australskom gradu Perthu kao jedan od dijelova VI. svjetskog prvenstva u vodenim sportovima.

## Pojedinačna natjecanja

### Slobodni stil

#### 50 m slobodno
| Mjesto | Država | Plivač           | Vrijeme  |
| ------ | ------ | ---------------- | -------- |
| 1.     | SAD    | Tom Jager        | 00:22,16 |
| 2.     | SAD    | Matt Biondi      | 00:22,26 |
| 3.     | SSSR   | Gennadij Prigoda | 00:22,62 |

| Mjesto | Država        | Plivačica                        | Vrijeme  |
| ------ | ------------- | -------------------------------- | -------- |
| 1.     | NR Kina       | Yong Zhuang                      | 00:25,47 |
| 2.     | SAD Francuska | Leigh Fetter Catherine Plewinski | 00:25,50 |

#### 100 m slobodno
| Mjesto | Država  | Plivač           | Vrijeme  |
| ------ | ------- | ---------------- | -------- |
| 1.     | SAD     | Matt Biondi      | 00:49,18 |
| 2.     | Švedska | Tommy Werner     | 00:49,63 |
| 3.     | Italija | Giorgio Lamberti | 00:49,82 |

| Mjesto | Država    | Plivačica           | Vrijeme (s) |
| ------ | --------- | ------------------- | ----------- |
| 1.     | SAD       | Nicole Haislett     | 00:55,17    |
| 2.     | Francuska | Catherine Plewinski | 00:55,31    |
| 3.     | NR Kina   | Yong Zhuang         | 00:55,65    |

#### 200 m slobodno
| Mjesto | Država   | Plivač           | Vrijeme (min) |
| ------ | -------- | ---------------- | ------------- |
| 1.     | Italija  | Giorgio Lamberti | 01:47,27      |
| 2.     | Njemačka | Stefen Zesner    | 01:48,28      |
| 3.     | Poljska  | Artur Wojdat     | 01:48,70      |

| Mjesto | Država     | Plivačica      | Vrijeme (min) |
| ------ | ---------- | -------------- | ------------- |
| 1.     | Australija | Hayley Lewis   | 02:00,48      |
| 2.     | SAD        | Janet Evans    | 02:00,67      |
| 3.     | Danska     | Mette Jacobsen | 02:00,93      |

#### 400 m slobodno
| Mjesto | Država   | Plivač          | Vrijeme  |
| ------ | -------- | --------------- | -------- |
| 1.     | Njemačka | Jörg Hoffmann   | 03:48,04 |
| 2.     | Njemačka | Stefan Pfeiffer | 03:48,86 |
| 3.     | Poljska  | Artur Wojdat    | 03:49,67 |

| Mjesto | Država     | Plivačica    | Vrijeme (min) |
| ------ | ---------- | ------------ | ------------- |
| 1.     | SAD        | Janet Evans  | 04:08,63      |
| 2.     | Australija | Hayley Lewis | 04:09,40      |
| 3.     | Japan      | Suzu Chiba   | 04:11,44      |

#### 1500 m + 800 m slobodno
| Mjesto | Država     | Plivač          | Vrijeme (min) |
| ------ | ---------- | --------------- | ------------- |
| 1.     | Njemačka   | Jörg Hoffmann   | 14:50,36      |
| 2.     | Australija | Kieren Perkins  | 14:50,58      |
| 3.     | Njemačka   | Stefan Pfeiffer | 14:59,34      |

| Mjesto | Država   | Plivačica   | Vrijeme (min) |
| ------ | -------- | ----------- | ------------- |
| 1.     | SAD      | Janet Evans | 08:24,05      |
| 2.     | Njemačka | Grit Müller | 08:30,20      |
| 3.     | Njemačka | Jana Henke  | 08:30,31      |

### Leđni stil

#### 100 m leđno
| Mjesto | Država     | Plivač              | Vrijeme (s) |
| ------ | ---------- | ------------------- | ----------- |
| 1.     | SAD        | Jeff Rouse          | 00:55,23    |
| 2.     | Kanada     | Mark Tewksbury      | 00:55,29    |
| 3.     | Španjolska | Martin Lopez-Zubero | 00:55,61    |

| Mjesto | Država   | Plivačica           | Vrijeme (min) |
| ------ | -------- | ------------------- | ------------- |
| 1.     | Mađarska | Krisztina Egerszegi | 01:01,78      |
| 2.     | Mađarska | Tünde Szabó         | 01:01,98      |
| 3.     | SAD      | Janie Wagstaff      | 01:02,17      |

#### 200 m leđno
| Mjesto | Država     | Plivač              | Vrijeme (min) |
| ------ | ---------- | ------------------- | ------------- |
| 1.     | Španjolska | Martin Lopez-Zubero | 01:59,52      |
| 2.     | Italija    | Stefano Battistelli | 01:59,98      |
| 3.     | Rusija     | Wladimir Selkow     | 02:00,33      |

| Mjesto | Država   | Plivačica           | Vrijeme (min) |
| ------ | -------- | ------------------- | ------------- |
| 1.     | Mađarska | Krisztina Egerszegi | 02:09,15      |
| 2.     | Njemačka | Dagmar Hase         | 02:12,01      |
| 3.     | SAD      | Janie Wagstaff      | 02:13,14      |

### Prsni stil

#### 100 m prsno
| Mjesto | Država                 | Plivač           | Vrijeme (min) |
| ------ | ---------------------- | ---------------- | ------------- |
| 1.     | Mađarska               | Norbert Rózsa    | 01:01,45      |
| 2.     | Ujedinjeno Kraljevstvo | Adrian Moorhouse | 01:01,58      |
| 3.     | Italija                | Gianni Minervini | 01:01,74      |

| Mjesto | Država     | Plivačica      | Vrijeme (min) |
| ------ | ---------- | -------------- | ------------- |
| 1.     | Australija | Linley Frame   | 01:08,81      |
| 2.     | Njemačka   | Jana Dörries   | 01:09,35      |
| 3.     | SSSR       | Jelena Volkova | 01:09,66      |

#### 200 m prsno
| Mjesto | Država                 | Plivač              | Vrijeme (min) |
| ------ | ---------------------- | ------------------- | ------------- |
| 1.     | SAD                    | Mike Barrowman      | 02:11,23      |
| 2.     | Mađarska               | Norbert Rózsa       | 02:12,03      |
| 3.     | Ujedinjeno Kraljevstvo | Nicholas Gillingham | 02:13,12      |

| Mjesto | Država     | Plivačica      | Vrijeme (min) |
| ------ | ---------- | -------------- | ------------- |
| 1.     | SSSR       | Jelena Volkova | 02:29,53      |
| 2.     | Australija | Linley Frame   | 02:30,02      |
| 3.     | Njemačka   | Jana Dörries   | 02:30,14      |

### Leptir stil

#### 100 m leptir
| Mjesto | Država   | Plivač            | Vrijeme (s) |
| ------ | -------- | ----------------- | ----------- |
| 1.     | Surinam  | Anthony Nesty     | 00:53,29    |
| 2.     | Njemačka | Michael Groß      | 00:53,31    |
| 3.     | SSSR     | Vladislav Kulikov | 00:53,74    |

| Mjesto | Država    | Plivačica           | Vrijeme (s) |
| ------ | --------- | ------------------- | ----------- |
| 1.     | NR Kina   | Hong Qian           | 00:59,68    |
| 2.     | NR Kina   | Xiaohong Wang       | 00:59,81    |
| 3.     | Francuska | Catherine Plewinski | 00:59,88    |

#### 200 m leptir
| Mjesto | Država   | Plivač         | Vrijeme (min) |
| ------ | -------- | -------------- | ------------- |
| 1.     | SAD      | Melvin Stewart | 01:55,69      |
| 2.     | Njemačka | Michael Groß   | 01:56,78      |
| 3.     | Mađarska | Tamás Darnyi   | 01:58,25      |

| Mjesto | Država     | Plivačica      | Vrijeme (min) |
| ------ | ---------- | -------------- | ------------- |
| 1.     | SAD        | Summer Sanders | 02:09,24      |
| 2.     | Japan      | Rie Shuto      | 02:11,06      |
| 3.     | Australija | Hayley Lewis   | 02:11,09      |

### Mješovito

#### 200 m mješovito
| Mjesto | Država   | Plivač           | Vrijeme (min) |
| ------ | -------- | ---------------- | ------------- |
| 1.     | Mađarska | Tamás Darnyi     | 01:59,36      |
| 2.     | SAD      | Eric Namesnik    | 02:01,87      |
| 3.     | Njemačka | Christian Geßner | 02:02,36      |

| Mjesto | Država   | Plivačica      | Vrijeme (min) |
| ------ | -------- | -------------- | ------------- |
| 1.     | NR Kina  | Lin Li         | 02:13,40      |
| 2.     | SAD      | Summer Sanders | 02:14,06      |
| 3.     | Njemačka | Daniela Hunger | 02:16,16      |

#### 400 m mješovito
| Mjesto | Država   | Plivač              | Vrijeme (min) |
| ------ | -------- | ------------------- | ------------- |
| 1.     | Mađarska | Tamás Darnyi        | 04:12,36      |
| 2.     | SAD      | Eric Namesnik       | 04:15,21      |
| 3.     | Italija  | Stefano Battistelli | 04:16,50      |

| Mjesto | Država     | Plivačica      | Vrijeme (min) |
| ------ | ---------- | -------------- | ------------- |
| 1.     | NR Kina    | Lin Li         | 04:41,45      |
| 2.     | Australija | Hayley Lewis   | 04:41,46      |
| 3.     | SAD        | Summer Sanders | 04:43,41      |

## Štafetna natjecanja

### 4x100 m slobodno
| Mjesto | Država   | Plivači                                                                     | Vrijeme (min) |
| ------ | -------- | --------------------------------------------------------------------------- | ------------- |
| 1.     | SAD      | - Tom Jager - Bret Lang - Douglas Gjersten - Matt Biondi                    | 03:17,15      |
| 2.     | Njemačka | - Peter Sitt - Dirk Richter - Steffen Zesner - Bengt Zigarsky               | 03:18,88      |
| 3.     | SSSR     | - Gennadij Prigoda - Juri Baškatov - Veniami Trojanovič - Vladimir Tkačenko | 03:18,97      |

| Mjesto | Država     | Plivačice                                                             | Vrijeme (min) |
| ------ | ---------- | --------------------------------------------------------------------- | ------------- |
| 1.     | SAD        | - Nicole Haislett - Julie Cooper - Whitney Hedgepeth - Jenny Thompson | 03:43,26      |
| 2.     | Njemačka   | - Simone Osygus - Kerstin Kielgass - Karin Seick - Manuela Stellmach  | 03:44,37      |
| 3.     | Nizozemska | - Marianne Muis - Inge de Bruijn - Mildred Muis - Karin Brienesse     | 03:45,05      |

### 4x200 m slobodno
| Mjesto | Država   | Plivači                                                                   | Vrijeme (min) |
| ------ | -------- | ------------------------------------------------------------------------- | ------------- |
| 1.     | Njemačka | - Peter Sitt - Steffen Zesner - Stefan Pfeiffer - Michael Groß            | 07:13,50      |
| 2.     | SAD      | - Troy Dalbey - Melvin Stewart - Daniel Jorgensen - Douglas Gjertsen      | 07:14,87      |
| 3.     | Italija  | - Emanuel Idini - Roberto Gleria - Stefano Battistelli - Giorgio Lamberti | 07:17,18      |

| Mjesto | Država     | Plivačice                                                               | Vrijeme (min) |
| ------ | ---------- | ----------------------------------------------------------------------- | ------------- |
| 1.     | Njemačka   | - Kerstin Kielgass - Manuela Stellmach - Dagmar Hase - Stephanie Ortwig | 08:02,56      |
| 2.     | Nizozemska | - Marianne Muis - Manon Masseurs - Mildred Muis - Karin Brienesse       | 08:05,97      |
| 3.     | Danska     | - Gitta Jenssen - Berit Puggaard - Annette Poulsen - Mette Jacobsen     | 08:07,20      |

### 4x100 m mješovito
| Mjesto | Država   | Plivači                                                                      | Vrijeme (min) |
| ------ | -------- | ---------------------------------------------------------------------------- | ------------- |
| 1.     | SAD      | - Jeff Rouse - Eric Wunderlich - Mark Henderson - Matt Biondi                | 03:39,66      |
| 2.     | SSSR     | - Vladimir Šemetov - Dimitri Volkov - Vjačeslav Kulikov - Veniami Trojanovič | 03:40,41      |
| 3.     | Njemačka | - Frank Hoffmeister - Christian Poswiat - Michael Groß - Dirk Richter        | 03:42,13      |

| Mjesto | Država     | Plivačice                                                                    | Vrijeme (min) |
| ------ | ---------- | ---------------------------------------------------------------------------- | ------------- |
| 1.     | SAD        | - Janie Wagstaff - Tracey McFarlane - Cris Ahmann-Leighton - Nicole Haislett | 04:06,51      |
| 2.     | Australija | - Nicole Livingston - Linley Frame - Susan O’Neill - Karen Van Wirdum        | 04:08,04      |
| 3.     | Njemačka   | - Svenja Schlicht - Jana Dörries - Susanne Müller - Manuela Stellmach        | 04:10,50      |